# Климат Ахтубинска
Климат Ахтубинска умеренный, резко континентальный.

## Характеристики времён года

### Лето

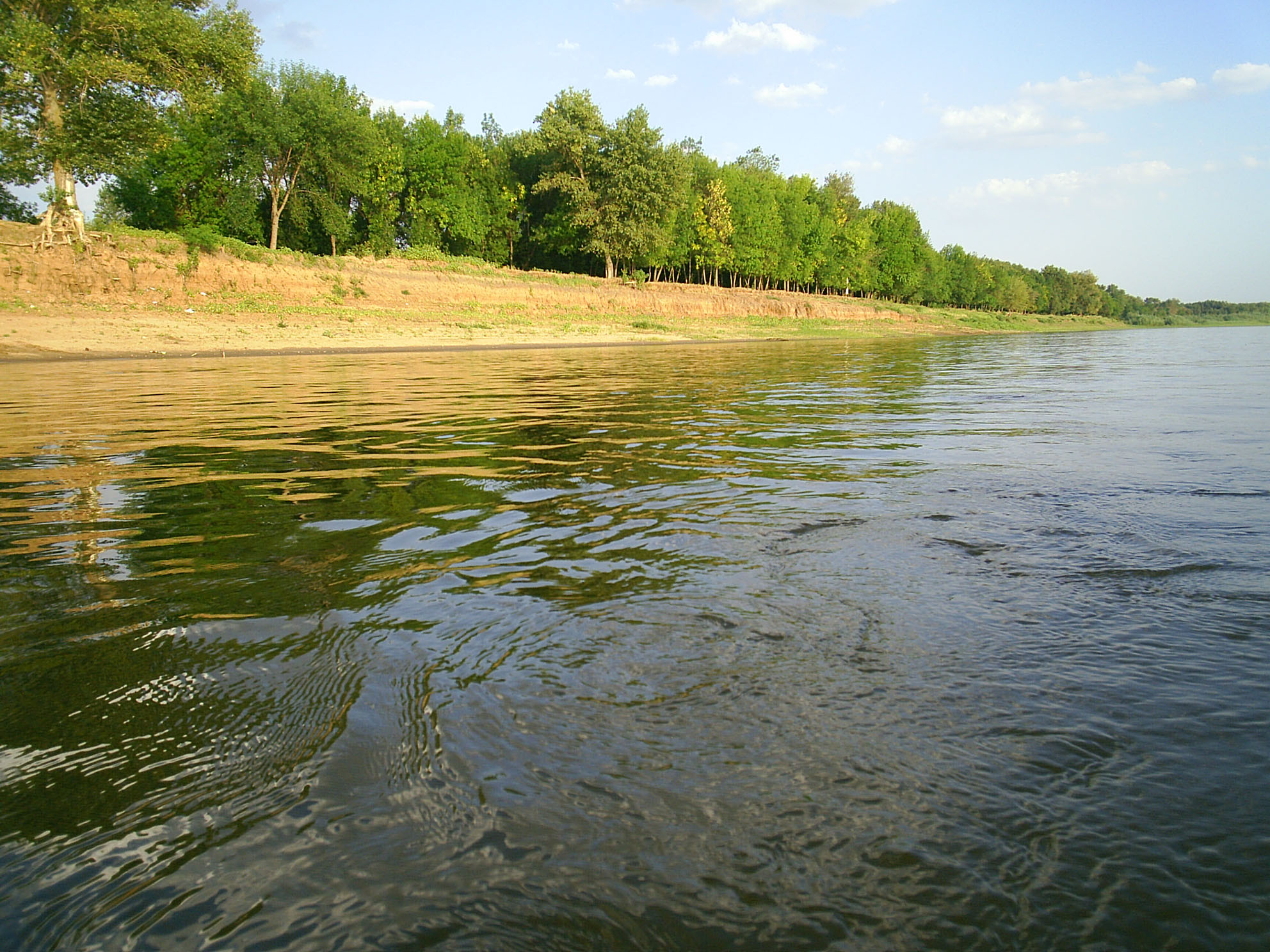
Лето на Волге в районе Петропавловки

Лето — самый продолжительный сезон в году — 4,5 месяца.
Начинается оно в первых числах мая с устойчивого перехода температуры воздуха через 15 °C в сторону повышения и заканчивается в первой половине сентября, когда температура снижается до 15 °C.
В летних месяцах насчитывается 40-50 % дней со среднесуточной температурой выше 25 °C, а в некоторые дни и до +35 °C.
В первой половине июня заканчивается половодье. Наступает меженный период. Вода в реках прогревается до 24 °C, а в ильменях — до 25-27 °C. Нередко в атмосфере возникает некое подобие грозы: ветер нагоняет тучи, небо пронизывают молнии, слышны раскаты грома, но до земли влага не доходит, испаряясь в накаленных слоях воздуха. Это явление называют «сухим дождем».
Самый жаркий месяц — июль со средней месячной температурой воздуха 24-25 °C.
Несмотря на то, что лето сухое, осадков летом выпадает больше, чем в другие сезоны. Осадки имеют ливневый характер. Сухость воздуха, высокая температура и большое число солнечных дней являются причиной высокой испаряемости, превышающей количество осадков в 6-10 раз. Ежемесячно в течение лета отмечаются 11-25 дней с суховеями, с максимумом в июле.

### Осень

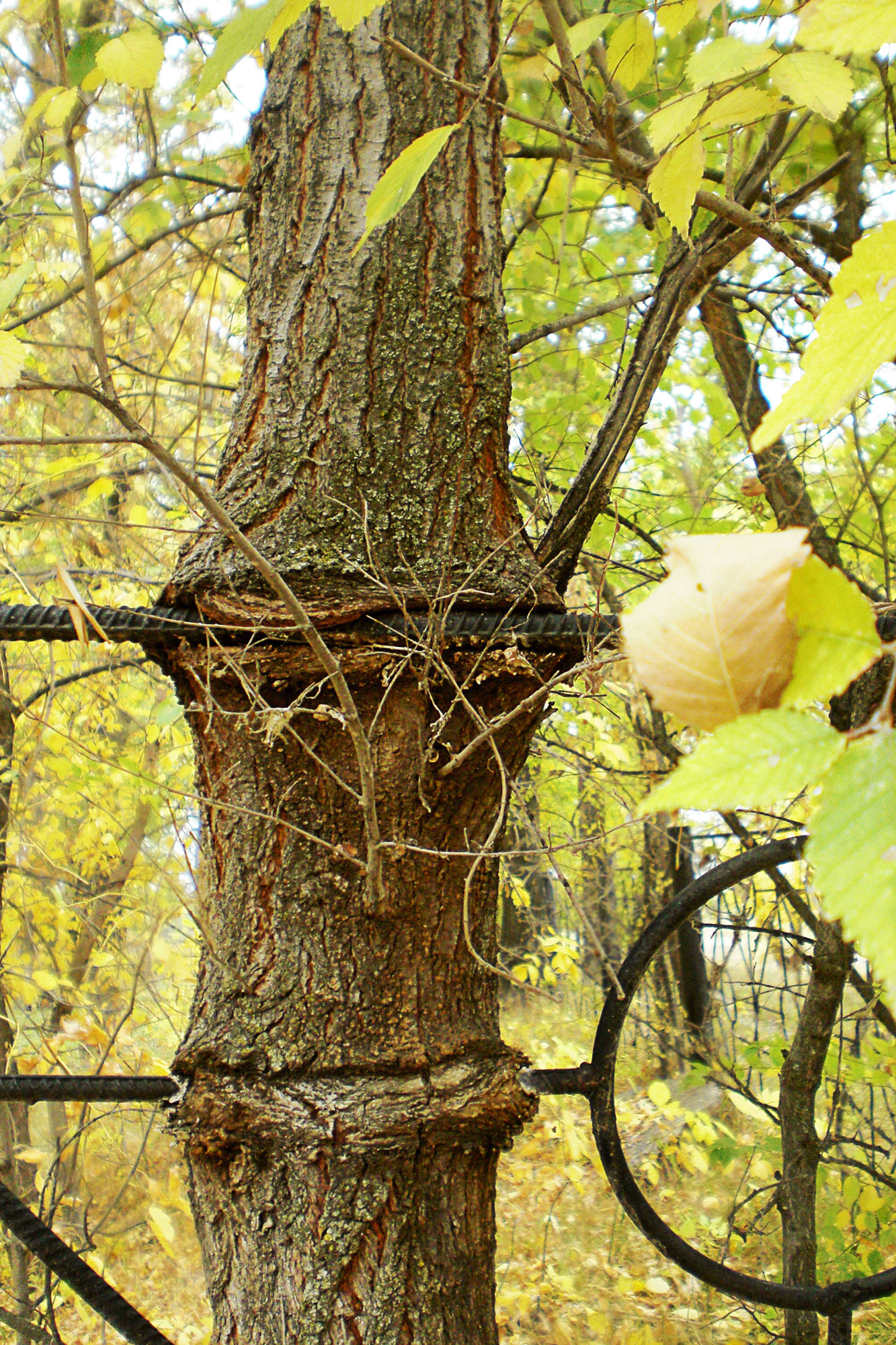
Осень

Начало осени приходится на середину сентября, когда температура переходит через отметку в +15 °C в сторону понижения. Устанавливается тёплая сухая солнечная погода с умеренно высокими температурами днём и сравнительно низкими ночью.
Во второй половине октября начинаются заморозки.
Осень продолжается до конца ноября. Тихая малооблачная погода сменяется пасмурной и дождливой, но бывают и сухие периоды.
Осенью температура быстро понижается и в конце ноября среднесуточная температура переходит к отрицательным значениям. Постепенно увеличивается число пасмурных дней. Характерной особенностью является усиление ветра.

### Зима

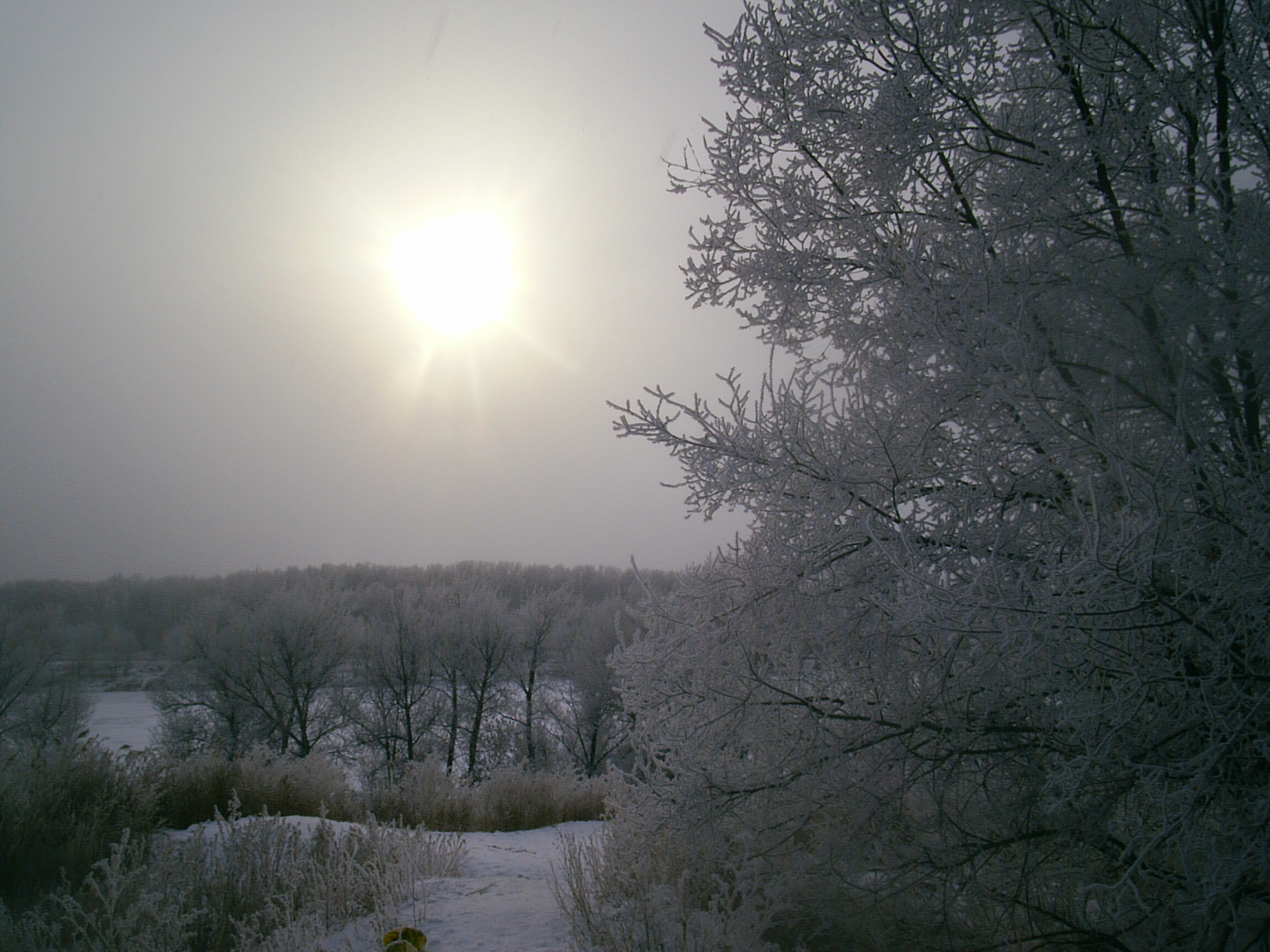
Зима

Зима наступает во второй половине ноября и продолжается до конца марта.
В этот период смягчающего влияния Каспийского моря почти не ощущается, так как северная часть его замерзает. Поэтому температуры зимних месяцев здесь ниже, чем должно быть на этой широте.
Характерной особенностью зимнего периода является большое количество пасмурных дней, но ввиду сухости воздуха осадки выпадают редко, устойчивый снежный покров отсутствует.
Зима характеризуется неустойчивостью погоды: ясные, холодные дни сменяются пасмурными, оттепелями. Самый холодный месяц — январь со среднемесячной температурой до минус 10 °C.
Первый снег появляется в конце ноября — начале декабря. Мощность его небольшая — всего около 5—12 см. На реках, озёрах устойчивый ледяной покров образуется в декабре.

### Весна

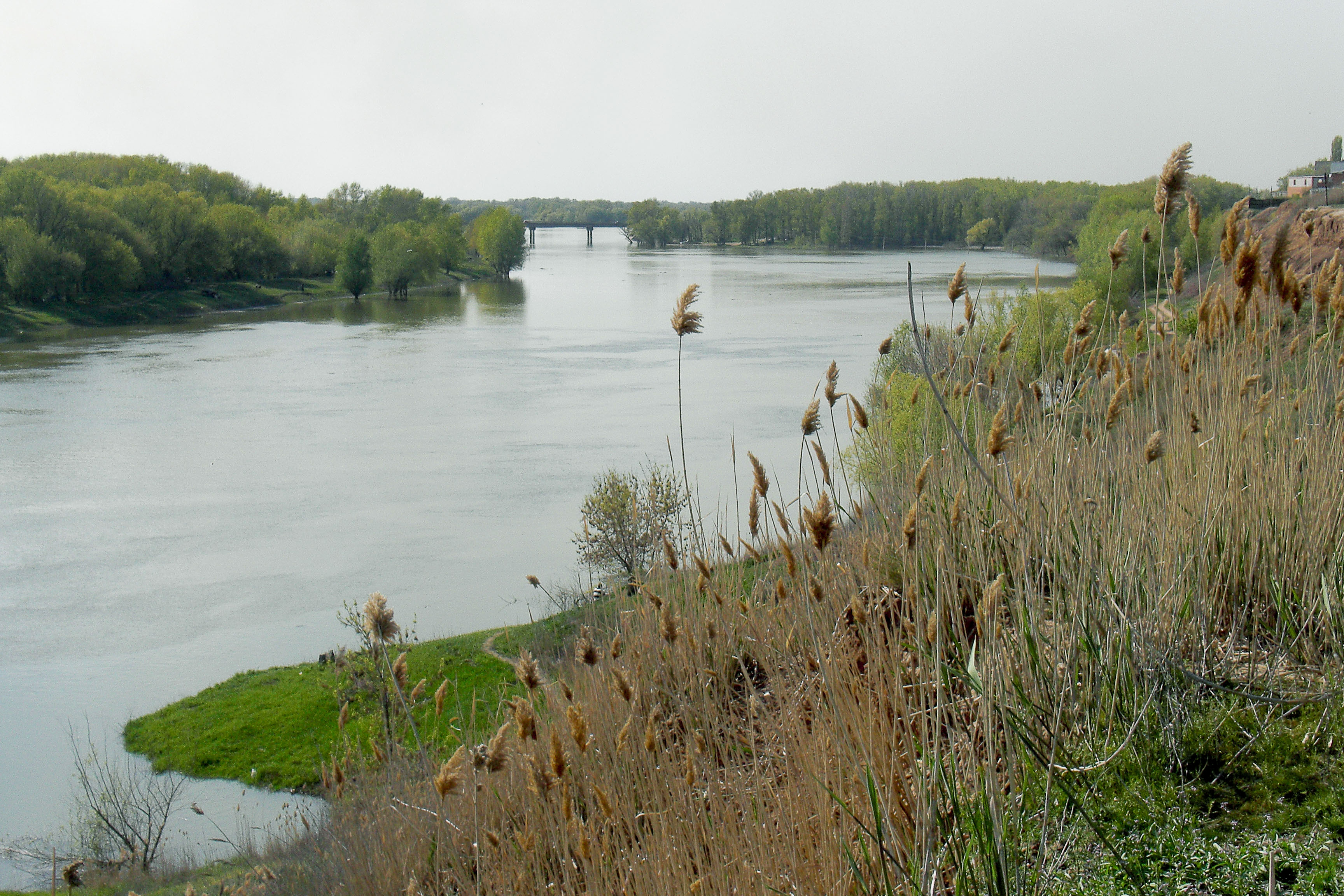
Весеннее половодье в начале мая

Весна — самый короткий период года (полтора месяца), с середины марта до первых чисел мая. Для этого периода характерно быстрое нарастание тепла. С середины апреля до середины мая температура воздуха в среднем поднимается на 10-15 градусов.
Переход средней температуры к положительным значениям происходит во второй половина марта, то есть несколько позднее, чем на Украине в этих же широтах, но май здесь теплее, чем на Черноморском побережье Кавказа.
Восточные ветры весной обуславливают засушливую, жаркую погоду, изредка с пыльными бурями. Весенние суховеи иногда могут поднять температуру воздуха в мае до +30-35 °C.
Весеннее половодье начинается в среднем в конце марта, с максимумом — в конце мая. Продолжительность половодья 90-140 дней.
Максимальные уровни весеннего половодья на реке Ахтубе в створе водпоста у с. Петропавловка составляют:
- 1 % обеспеченности — −9,57 м. БС
- 10 % обеспеченности — −10,21 м. БС.

Подъёмы уровней на реке Герасимовка составляют 6-7 м над меженным.

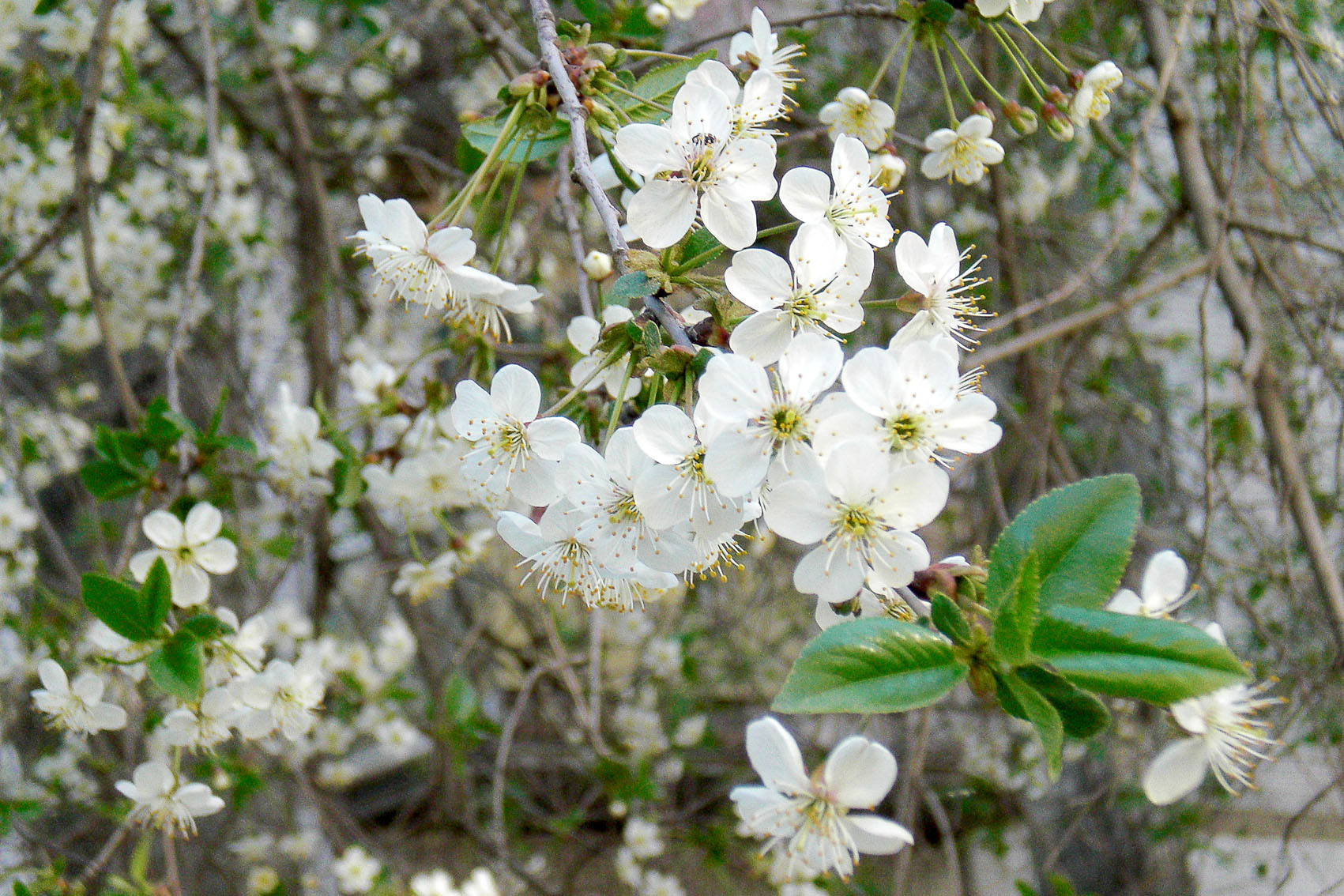
Цветение вишни в апреле

Во второй половине апреля возвращаются с юга птицы. В дельте, на ильменях благоустраивают гнёзда лебеди, цапли и другие водоплавающие. Идёт на нерест рыба, в том числе и знаменитая астраханская вобла.

## Общие характеристики
Средняя температура июля: 25,3 °C.
Абсолютный максимум температуры: +43 °C
Средняя температура января: −6.8 °C.
Абсолютный минимум температуры: −34 °C.
Определённая роль в формировании климата территории принадлежит рельефу. Активность процессов фотосинтеза и разложения и количество загрязняющих воздух химических веществ в немалой степени обусловлены количеством солнечной радиации, получаемой данной территорией.
Максимум солнечной радиации наблюдается в полдень летом, снижаясь во второй половине дня, вследствие увеличения запылённости атмосферы, абсолютной влажности и увеличения вертикальной конвекции.
Продолжительность солнечного сияния в Ахтубинске достигает 2682 час/год. Число дней без солнца в году — 62. В период с июня по август дни без солнца отсутствуют. Существующий радиационный режим обусловливает комфортность территории по ультрафиолетовому облучению. В летний период территория относится к подзоне с избыточным ультрафиолетовым облучением.

### Температурно-влажностный режим
Ветровой режим обусловлен как общей циркуляцией атмосферы, так и процессами местного характера. Под действием азиатского антициклона в течение всего года преобладают ветры восточного направления, особенно в холодный период. В тёплый период отмечается увеличение ветров западных направлений, а также южных и северных (долинный эффект).
Среднегодовая скорость ветра составляет 4,4 м/с. Умеренные и сильные ветры весной и летом нередко вызывают пыльные бури (около 15 дней с пыльной бурей за год).
Штили, особенно продолжительные, бывают редко и наблюдаются в основном летом или зимой в сильные морозы. Летом при высокой температуре с низкой влажностью воздуха и в условиях штиля имеет место явление «сухой зной», особенно трудно переносимое людьми.

### Атмосферные явления
Сильные ветры со скоростью 15 м/с и больше наблюдаются в среднем 30 дней в году с максимумом в апреле. По направлению сильные ветры совпадают с преобладающим восточным направлением.
Пыльные бури наблюдаются в среднем шесть раз в году. Длительность их колеблется от долей часа до 6 — 7 часов и более. Пыльные бури образуются в период с апреля по октябрь при температурах близких к июльским. Относительной влажности менее 30 % и при скорости ветра более 10 м/с. Наибольшее число пыльных бурь возникает с 11 до 17 часов.
Суховеи — типичное явление. Преобладающее направление ветра при суховеях — юго-восточное, скорость — 8 м/с и больше. Суховейные массы имеют большую запылённость, так как их максимальная повторяемость наблюдается в мае, когда ещё нет надёжного травяного покрова, и в июле — августе, когда травяной покров полностью выгорел.
Туманы наблюдаются в течение всего года с наибольшей повторяемостью в холодный период (37-39 дней). В тёплый период в среднем наблюдается 4-7 дней с туманом.
Метели — явление редкое, так как снежный покров очень неустойчив.

### Ресурсы поверхностных вод

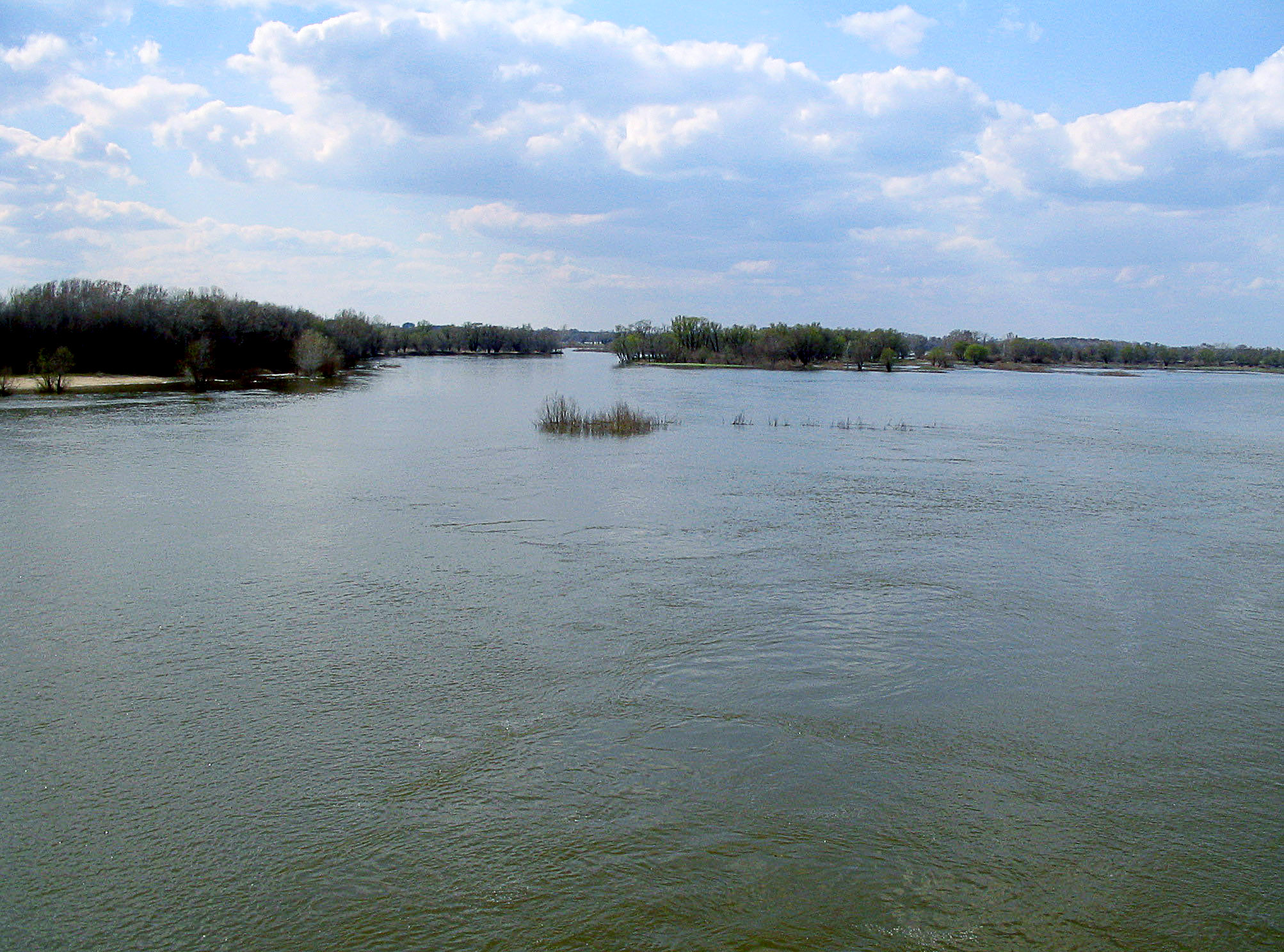
Весеннее половодье, вид с автомоста

Город Ахтубинск расположен в Волго-Ахтубинской пойме, ширина которой колеблется от 12 до 50 км. На территории города гидрографическая сеть представлена р. Ахтубой, протокой Герасимовкой, которая в пределах города носит ещё названия Владимировка и Калмынка. Есть мелкие реки.
Ширина реки Ахтуба составляет 150—200 м, наибольшая — 800 м; ширина протоки Герасимовки — 500—700 м.
Глубины в р. Ахтубе 4-6 м, местами до 12 м, на перекатах в летний период река пересыхает; глубины в протоке Герасимовке — до 11 м; скорости течения в межень 0,8-1,2 м/с, в половодье — до 1,5 м/с.
После строительства Волгоградской плотины исток реки Ахтубы остался в верхнем бьефе водохранилища, а для питания реки был построен канал в нижнем бьефе водохранилища. В настоящее время русло канала хорошо разработано.
Водный режим водотоков полностью зависит от работы Волжской ГЭС и попусков в нижний бьеф Волгоградского водохранилища, которое в составе каскада осуществляет многолетнее регулирование стока.
Сбросы Волгоградской ГЭС весной определяют наибольшие уровни половодья и затопление Волго-Ахтубинской поймы. Обводнение поймы начинается при сбросе расходов 12000—14000 м3/с. Вода на пойму поступает по водотокам, а также через сеть многочисленных ериков.
Поскольку участок реки ниже Волгограда не имеет притоков, все эти изменения водного режима коснулись и водотоков на территории города — максимальные уровни при зарегулированном режиме на 1-1,5 м ниже естественных, а в межень на 0,4-1,0 м выше.
Летне-осенняя межень, наступающая после прохождения половодья, продолжается до начала ледовых явлений и прерывается дождевыми паводками, во время которых подъёмы уровней незначительные.
Стоковые характеристики рек также находятся в зависимости от попусков из Волгоградского водохранилища и составляют:
- среднегодовые — р. Ахтуба — 99,3 м3/с −16,0 м3/с, р. Герасимовка — 6500-8000 м3/с,
- минимальные — р. Ахтуба — 0 м3/с, р. Герасимовка — 1800—2500 м3/с.

В летнее время р. Ахтуба пересыхает на ряде перекатов и представляет собой цепь озер, вытянутой формы.
Температурный режим воды повторяет в основном ход температуры воздуха с небольшим отставанием. Весенний прогрев начинается в конце марта переходом температуры через 4,0º. Период с температурой воды более 16º составляет около 100 дней.
Самоочищающая способность рек, зависящая от продолжительности периода с температурой воды более 16º, когда биохимические процессы наиболее интенсивны, и от стоковых характеристик реки оценивается для р. Ахтубы — «низкая», для р. Герасимовки — «высокая».
Ледовые явления начинаются в конце ноября с появления заберегов. Осеннего ледохода не бывает. Ледостав устанавливается в среднем во второй половине декабря и продолжительность ледоставного периода составляет в среднем 80-90 дней, толщина льда 40-50 см.
Нередки случаи, когда на р. Ахтуба в тёплые периоды зимой ледостав разрушается, а с наступлением холодов вновь образуется. Весенний ледоход начинается во второй декаде марта и продолжается 8-20 дней.
Общие ресурсы поверхностных вод для города составляют среднегодовые в маловодный год — около 193 млн куб м. Практически все эти ресурсы сосредоточены в р. Герасимовка. Минимальные расходы воды в р. Герасимовке могут обеспечить любые потребности в поверхностных водах.
В соответствии с Водным Кодексом РФ, действующим с 01.01.2006 г., водоохранные зоны на реках Ахтуба и Герасимовка должны быть установлены шириной 200 м, прибрежная зона 40-50 м, по ерикам ВЗ должна быть 50 м.
В соответствии с Водным Кодексом РФ в водоохранных зонах запрещается:
- размещение мест захоронения отходов производства и потребления, радиоактивных, химических, взрывчатых, токсичных, отравляющих и ядовитых веществ;
- движение и стоянка транспортных средств, за исключением их движения по дорогам и стоянки на дорогах и в специально оборудованных местах, имеющих твердое покрытие[1].

## Примечание
1. ↑  http://www.adm-akhtubinsk.ru/index.php/ogorode/klimat.html Архивная копия от 31 декабря 2013 на Wayback Machine «География и климат» сайт администрации МО «Город Ахтубинск»